# Daniel Álvarez López (presentador de televisión)
Daniel Álvarez López (Puentes de García Rodríguez, provincia de La Coruña, 28 de septiembre de 1977) es un periodista, locutor de radio y presentador de televisión gallego. Estudió periodismo en la Universidad del País Vasco, y en el año 2000 empezó como becario en Radio Euskadi. Desde entonces, ha desarrollado toda su carrera profesional en EITB. Fue presentador del programa de radio Ganbara de 2004 a 2009, y durante 11 años dirigió el informativo de referencia de Boulevard  en Radio Euskadi, de 2009 a 2020. También se ha presentado en televisión, en ETB 2 Políticamente Incorrecto (2009), Plató 2.0 (2009-2011), El lector de huesos (2016-2017) y El sabor del crimen (2019). En febrero de 2021 se anunció que sería el director de informativos de Radio Euskadi.

## Biografía
La familia de su padre (Celso Álvarez) es asturiana y la de su madre es gallega. El abuelo, Baldomero Álvarez, y un tío fueron fusilados por los franquistas. Dani nació en Galicia, en la localidad de Puentes de García Rodríguez en la provincia de La Coruña. Recibió el gallego de su madre y el castellano de su padre. Su familia siempre ha tenido vínculos con el País Vasco.
En 1996 se fue al País Vasco, y empezó a estudiar Periodismo en la Universidad del País Vasco. Se licenció en el año 2000, pero antes de acabar sus estudios empezó a trabajar como locutor en Radio Euskadi, como becario. Entre sus primeros trabajos se encuentra el programa Más que palabras. Empezó a aprender euskera en 2002, en el AEK de Txurdinaga.
En 2004, Gambara comenzó a presentar el informativo de la tarde en Radio Euskadi. En 2005 consiguió un trabajo permanente en EITB. Presentaba la sesión de Cámara sobre el Proceso de Paz en Euskadi. Coordinó la publicación del libro 20 voces por la normalización junto al periodista Xabier Lapitz del programa Boulevard, en 2006.
En 2009 presentó el programa de debate Políticamente incorrecto en ETB 2, su primer trabajo en televisión. En la temporada 2009-2010, el programa cambió de nombre y pasó a ser Plató 2.0, y Álvarez continuó como presentador durante dos años, hasta el final del programa en 2011. En septiembre de 2009 sucedió a Xabier Lapitz como presentador y director del programa matutino de radio de referencia Boulevard. Ha dirigido el programa durante 11 temporadas y ha sido el líder de audiencia. Por el trabajo realizado en la temporada VII. Ganó el Premio Eurobasque de Periodismo en 2014 y el Premio Antena de Plata en 2019. En 2020 anunció que no seguiría dirigiendo Boulevard en la próxima temporada, y que cumpliría otras tareas en Radio Euskadi.
Ha compaginado su trabajo en Boulevard con la televisión. En 2012 lideró el debate entre los candidatos a presidente en las elecciones al Parlamento Vasco. De 2015 a 2016 colaboró en el programa Sin ir más lejos de Klaudio Landa. Entre 2016 y 2017 presentó el programa El lector de huesos en ETB 2 durante dos temporadas, de la mano de Paco Etxeberria. Dicho programa ganó el Premio Especial FesTVal de Vitoria y el Premio Pello Sarasola al Mejor Programa Autonómico. En 2018 participó en el programa especial de fin de año ¡Se acabó 2018ǃ y en 2019 presentó el programa El sabor del crimen.
Además de EITB, también ha colaborado en otros medios, como la revista Tempos y el medio digital Eldiario.es. En 2017 apareció en el video promocional del festival Gorefest. Ha aparecido en dos series de televisión: La víctima número 8 (2018) y Caminantes (2020).
También ha destacado por su actitud hacia el euskera. Estuvo dos años en la escuela de euskera (2002-2004), y cuando empezó a presentar a Ganbara, a pesar de tomarse un descanso, pronto retomó su proceso de estudio, de la mano de los profesores de euskera ofrecidos por EITB. En 2016 realizó un vídeo promocional para la matrícula en las escuelas de euskera y en 2017 el 20° Korrika BatZuk. Participó en el documental Las cuatro caras del euskera. En 2018 completó la cartelera EITB en Euskaraldia, en el papel de belarriprest, y encabezó la gala de los Premios de Periodismo Rikardo Arregi junto a Ilaski Serrano. En el 2019 fue invitado al programa Gure Kasa en ETB 1.
En febrero de 2021, la junta directiva de EITB anunció que se realizarían algunos cambios en el organigrama de EITB. Entre ellos, se anunció que Álvarez sería el nuevo director de informativos de Radio Euskadi.
A partir del 18 de abril de 2023 se convirtió el nuevo presentador del programa La Noche de... Reemplazó a Félix Linares.

## Vida personal
Vive en Bilbao. Está casado y tiene dos hijos. Es fanático de la música heavy metal.

## Trabajos
| Año        | Programa           | Radio         | Notas                  |
| ---------- | ------------------ | ------------- | ---------------------- |
|            | Más que Palabras   | Radio Euskadi | Presentador            |
| 2004-2009  | Ganbara            | Radio Euskadi | Presentador y Director |
| 2009-2020  | Boulevard          | Radio Euskadi | Presentador y Director |
| 2020 - Hoy | Crónica de Euskadi | Radio Euskadi | Presentador y Director |

| Año       | Programa                 | Medio | Nota                                                                               |
| --------- | ------------------------ | ----- | ---------------------------------------------------------------------------------- |
| 2008      | Euskal Kantuen Gaua 2008 | ETB1  | Yo Fui a América                                                                   |
| 2009      | Políticamente Incorrecto | ETB2  | Presentador                                                                        |
| 2012      | Embajadores              | ETB2  | Invitado                                                                           |
| 2013      | La Noche del Maratón     | ETB2  |                                                                                    |
| 2015-2016 | SIML, SIN IR MÁS LEJOS   | ETB2  | Colaborador Invitado                                                               |
| 2016-2017 | El Lector de Huesos      | ETB2  | Presentador                                                                        |
| 2016      | Herri Txiki Kantari 2016 | ETB1  | Amets (con los presentadores de ETB)                                               |
| 2018      | ¡Se Acabó 2018!          | ETB2  | Invitado                                                                           |
| 2019      | Gure Kasa                | ETB1  | Invitado                                                                           |
| 2019      | Y Punto                  | ETB2  | Invitado                                                                           |
| 2019      | El Sabor del Crimen      | ETB2  | Presentador                                                                        |
| 2020      | Gabon! Kantatzera gatoz! | ETB1  | Zergatik Ez? / ¿Por Qué No? (con los locutores de Radio Euskadi y Euskadi Irratia) |
| 2021      | El Día de Mañana         | ETB2  | Presentador                                                                        |
| 2023      | La Noche De...           | ETB2  | Presentador                                                                        |

| Año  | Serie               | Canal           | Notas |
| ---- | ------------------- | --------------- | ----- |
| 2018 | La Víctima Número 8 | ETB2/Telemadrid | Cameo |
| 2020 | Caminantes          | Orange TV       |       |